# Departamento de Libertador General San Martín (kommun i San Luis)
Departamento de Libertador General San Martín är en kommun i Argentina.   Den ligger i provinsen San Luis, i den centrala delen av landet, 700 km väster om huvudstaden Buenos Aires.
Omgivningarna runt Departamento de Libertador General San Martín är i huvudsak ett öppet busklandskap. Trakten runt Departamento de Libertador General San Martín är nära nog obefolkad, med mindre än två invånare per kvadratkilometer.